# 伯貝克 (加利福尼亞州)
伯貝克（英語：Burbeck）是位於美國加利福尼亞州門多西諾縣的一個非建制地區。該地的面積和人口皆未知。

## 地理
伯貝克的座標為39°25′48″N 123°26′37″W / 39.43000°N 123.44361°W，而該地的平均海拔高度為199米（即653英尺）。